# Likosaaret (ö i Birkaland, Tammerfors, lat 61,53, long 24,27)
Likosaaret är en ö i Finland. Den ligger i sjön Längelmävesi och i kommunen Kangasala i den ekonomiska regionen Tammerfors och landskapet Birkaland, i den södra delen av landet, 160 km norr om huvudstaden Helsingfors. Öns area är 0,7 hektar och dess största längd är 170 meter i sydöst-nordvästlig riktning.  Notera att namnet antyder att det är fråga om flera öar.